# Darina Lehotská
Darina Lehotská (28. ledna 1922, Kremnica – 12. února 1990, Bratislava) byla slovenská archivářka, historička a vysokoškolská pedagožka.

## Životopis
V letech 1941–1945 studovala historii a češtinu na Filozofické fakultě Univerzity Komenského v Bratislavě, kde v roce 1946 získala doktorát z filozofie (PhDr.). V roce 1958 se habilitovala na docentku pomocných věd historických a v roce 1967 jí byla udělena vědecká hodnost kandidátky historických věd (CSc.). Z politických důvodů se nemohla stát univerzitní profesorkou.
Po ukončení studia pracovala v Archivu města Bratislavy, kde pracovala v letech 1945–1955. Zároveň přednášela od roku 1950 archivnictví na Filozofické fakultě UK, kde v letech 1955–1987 působila zpočátku jako odborná asistentka Katedry československých dějin a archivnictví, později jako docentka. Její pedagogická činnost byla zaměřena zejména na archivnictví a diplomacii, ale věnovala se i ostatním pomocným historickým vědám.
Vědeckým zaměřením doc. Lehotské byla zejména městská kancelář a dějiny Bratislavy. Kromě toho publikovala i poznatky z dějin ostatních Slovenských míst, z regionálních dějin a podílela se na vydávání archivních dokumentů a vysokoškolských učebnic. Svou vědeckou a pedagogickou činností ovlivnila několik generací slovenských archivářů a historiků.

## Výběr z díla
- Německá kolonizace v Turci (1945)
- Dějiny města Pezinku (1947)
- Vývoj bratislavské městské kanceláře do roku 1526. In: HST, 1958.
- Archivnictví (1954)
- K počátkům vedení městských knih na Slovensku. Nejstarší bratislavská městská kniha 1364–1538. In: HST, 1959.
- Dějiny Modry 1158–1958 (1961)
- Bratislavská městská správa a její představitelé v 15. století. In: HST, 1975.
- Dějiny Prahy (spoluautorka, 1966, 1978)
- Příručka diplomatika (1972)
- Transkripční pravidla, odborná terminologie a ukázky latinských textů (1982)
- Diplomatický seminář. Latinské písemnosti ze 16.–18. století (1985)
- Základní diplomatické kategorie (1988)

## Vyznamenání
- 1979 – Križkova medaile za zásluhy a rozvoj slovenské archivnictví
- 1982 – Cena hlavního města Prahy
- 1982 – bronzová medaile Univerzity Komenského